# Аппельгрен, Микаэль
Кент Микаэль Аппельгрен (швед. Kent Mikael Appelgren; р. 15 октября 1961, Стокгольм) — шведский игрок в настольный теннис. В 80-х — 90-х годах XX века входил в число лучших игроков мира. Многократный чемпион мира и Европы в составе сборной Швеции. Четырёхкратный чемпион Швеции в одиночном разряде и пятикратный в парном. Аппельгрен был известен благодаря его умелой игре на расстоянии от стола. Эта манера игры получила название 'appleing' в честь Аппельгрена, который был практически первым профессиональным игроком, добившимся успеха на мировой арене, используя такой стиль игры.
Первый европейский игрок, которому удалось стать трёхкратным чемпионом Европы в одиночном разряде. В Швеции игрока называли Äpplet (рус. яблочко).
Микаэль Аппельгрен использует инвентарь фирмы Donic, став первым игроком с высоким рейтингом, начавшим сотрудничество с этой фирмой. Широкое распространение получило профессиональное основание для ракеток настольного тенниса, названное в честь игрока «Donic Appelgren Allplay».
В 2012 году Аппельгрен стал чемпионом мира среди ветеранов в возрастной группе спортсменов старше 50 лет.

## В профессионалах
Первый большой успех во взрослых турнирах приходит к игроку в 1980 году, когда он в составе сборной Швеции становится чемпионом Европы в командном разряде. Через два года (1982) Аппельгрен завоёвывает свой первый титул в одиночном разряде, став чемпионом Европы. В финальном матче он обыграл 16-летнего Ян-Уве Вальднера, уступая по ходу встречи 0-2 по сетам. В том же году он дошёл до финала кубка мира в одиночном разряде, где уступил действующему чемпиону мира в одиночном разряде — китайцу Гуо Юэхуа.
В 1983 году Аппельгрен всё же выигрывает кубок мира в одиночном разряде, а на чемпионате мира выигрывает серебряную медаль в составе сборной Швеции. Через два года (1985) на «домашнем» чемпионате мира в Швеции спортсмен становится чемпионом мира в парном разряде (в паре с Ульфом Карлссоном) и серебряным призёром в составе сборной Швеции. В 1986 году на чемпионате Европы Аппельгрен завоёвывает серебряную медаль в парном разряде (вновь в паре с Ульфом Карлссоном) и золотую в составе сборной Швеции. Через год (1987) на чемпионате мира спортсмен завоёвывает серебряную медаль в составе сборной Швеции.
Наибольший успех пришёл к спортсмену в 1988 году, когда на чемпионате Европы в Париже Аппельгрен завоевал три золотые медали — в одиночном (в финале был повержен Андрей Мазунов, представлявший СССР), парном (в паре с Ян-Уве Вальднером) и командном (в составе сборной Швеции) разрядах. На чемпионате мира 1989 года спортсмен впервые становится чемпионом мира в составе сборной Швеции. Через год (1990) Аппельгрен в третий раз становится чемпионом Европы в одиночном разряде (в финале был обыгран Анджей Грубба из Польши), и в четвёртый раз — в командном. В том же году игрок выиграл кубок мира в составе сборной Швеции.
На чемпионате мира 1991 году спортсмен вновь становится чемпионом в составе сборной Швеции. Через год (1992) Аппельгрен в пятый раз становится чемпионом Европы в составе сборной Швеции, и во второй раз выигрывает серебро в парном разряде (в паре с Ян-Уве Вальднером). На чемпионате мира 1993 года спортсмен становится трёхкратным чемпионом мира в составе сборной Швеции. В 1994 году Аппельгрен выигрывает серебряную медаль в составе сборной Швеции на командном кубке мира. Через год (1995) игрок выигрывает серебряную медаль в составе сборной Швеции на чемпионате мира.

## Клубная карьера
- ????-1974: Wermlandsföreningen (Швеция)
- 1974—1980: Stockholms Spårvägars GoIF (Швеция)
- 1980—1986: Reutlingen (Германия)
- 1986—1996: Ängby SK (Швеция)
- 1996—1997: Bad Honnef (Германия)
- 1997—1999: TTK Würzburger Hofbräu (Германия)
- 1999—2008: Ängby SK (Швеция)
- 2008—н. в.: Stockholms Spårvägars GoIF (Швеция)

## Интересные факты
- В 1989 году сборная Швеции по настольному теннису (включая Аппельгрена) за победу в командном турнире чемпионата мира 1989 г., была награждена золотой медалью (Svenska-Dagbladet-Goldmedaille), вручаемой ежегодно с 1925 года газетой «Svenska-Dagbladet» за «выдающийся подвиг в шведском спорте за прошедший год».
- 14 июля 1990 года был награждён стипендией[англ.] шведской кронпринцессы Виктории, вручаемой ежегодно шведским спортсменам.